# Scrittura

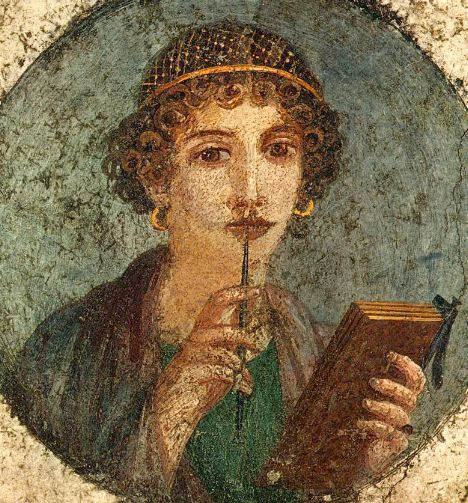
Tondo con affresco romano, del 50 circa, di donna con tavoletta cerata e stilo (cosiddetta "Saffo") proveniente da Pompei (Napoli, Museo archeologico nazionale)

La scrittura è la fissazione di uno o più segni linguistici in una forma esterna più o meno durevole.
Nelle scritture alfabetiche diventa rappresentazione grafica della lingua parlata, per mezzo di un insieme di segni detti grafemi che compongono qualsiasi sistema di scrittura inscindibilmente legato al rispettivo sistema di lettura. I grafemi denotano sovente suoni o gruppi di suoni.
A differenza del linguaggio parlato che fa parte della natura umana in quanto sviluppato in strutture biologiche specifiche, la scrittura è un processo tecnologico che necessita di insegnamento e apprendimento, non necessariamente presente in tutte le culture; nelle società odierne essa è venuta a rappresentare un modo fondamentale di comunicazione umana ed il mezzo finora più efficace per la conservazione e la trasmissione della memoria storica.
In un senso più ampio, si definisce dunque scrittura ogni mezzo che permette la trasmissione durevole di informazioni, che sia o no rappresentazione grafica del parlato, come accade nelle scritture della musica, dell'algebra, della chimica, della cartografia e altri.

## Ricostruzione tradizionale e interpretazioni recenti
Tradizionalmente l'inizio della registrazione in forma scritta dei linguaggi verbali è stata collocata dagli storici intorno al 3200 a.C. nella Bassa Mesopotamia dove sarebbe sorta per ragioni di amministrazione, contabilità e commercio. Oggi questo fatto è pensato come il frutto di un processo meno puntuale, meno "fatale". Si sa ormai con certezza che già nel Paleolitico esistevano diversi sistemi per dare consistenza e far perdurare le conoscenze. Si tratta di "scrittura per immagini, senza parole". La stessa scrittura cuneiforme ha un fortissimo collegamento con le prime registrazioni su sigilli e cretule. Tali sistemi di registrazione rappresentano "il coronamento del processo di specializzazione lavorativa e di spersonalizzazione dei rapporti lavorativi e redistributivi", processo preceduto e provocato dal forte incremento dell'agricoltura, dalla rivoluzione urbana e dal coagularsi di un coordinamento statale per la messa in opera delle canalizzazioni che, con l'impiego di un enorme numero di giornate lavorative, permisero di sfruttare sempre più efficacemente i terreni dell'alluvio mesopotamico.
Non solo si è cercato di rintracciare nel contesto del Vicino Oriente antico le premesse forti della scrittura cuneiforme, ma si è anche indagato su altri centri dove la scrittura si sia potuta sviluppare indipendentemente. Sul fatto che l'America centrale, culla delle civiltà mesoamericane a partire dal 600 a.C., possa essere annoverato tra questi centri c'è un ampio consenso nella comunità scientifica, molto più dubbia è invece la natura delle incisioni Rongorongo rinvenute sull'Isola di Pasqua. Particolarmente fruttuose sono state le intuizioni di Marija Gimbutas e le sue indagini sui sistemi di registrazione su terrecotte in uso nei Balcani già tra il 6000 e il 5000 a.C. (cultura di Vinča), dove però, a differenza che nel Vicino Oriente, la scrittura si sarebbe sviluppata a scopi cultuali, in particolare per i riti legati alla Dea Madre. Tali scritture, precedenti il primo apparire delle cosiddette popolazioni indoeuropee, sono datate tra il 5400 e il 4000 a.C. Sono state avanzate ipotesi secondo cui le forme di registrazione di Vinča avrebbero influenzato la scrittura cuneiforme, mentre più probabile sembra un'influenza diretta sulla Lineare A cretese (II millennio a.C.) e la scrittura sillabica di Cipro.

### Impatto sulla società
La scrittura sembra dunque aver avuto diverse origini, tanto in senso geografico quanto in senso funzionale. Il significato antropologico di questa fondamentale "invenzione" è quantomeno ambivalente: da un lato essa rappresenta la radice dei concetti moderni di "universalità", "razionalità" e "scienza" in quanto rende possibile un confronto (articolato come mai prima) tra conoscenze di diversa natura e origine. Dall'altro contiene "elementi angusti di specializzazione e di separazione funzionale", in quanto (così certamente almeno nel Vicino Oriente antico) essa prende piede come strumento di affermazione e realizzazione dei progetti di una specifica classe umana, espressione del polo palatino-templare, che si compone di un clero specializzato (mentre prima il culto era domestico e gestito in casa) e di un potere regale, impegnato a gestire lo sforzo della ridefinizione infrastrutturale della piana alluvionale mesopotamica nel segno di una sempre più forte diseguaglianza sociale. La scrittura, nei tempi della sua piena affermazione, si manifesta dunque come tecnica specializzata di altissimo prestigio, al pari (e anche più) di altre forme di specializzazione (l'artigianato) e in contrapposizione con quel sapere diffuso e senza potere contrattuale che è quello dei coltivatori diretti.

### Sistemi logografici, sillabici e alfabetici
Un'altra linea di sviluppo tradizionalmente articolata dagli storici è quella che ordina in serie cronologica i sistemi logografici (ad un segno corrisponde una parola), quelli sillabici (ad un segno corrisponde una sillaba) e quelli alfabetici (ad un segno corrisponde un suono). Questa linea evolutiva va considerata con qualche distinzione: molti segni del sistema logografico egizio dei geroglifici possedevano valenza fonetica; a tutt'oggi, forme di registrazione logografica (come il sistema numerico) non hanno certo perso importanza, mentre cinesi e giapponesi moderni resistono con forza ad adottare sistemi alfabetici, il che, piuttosto che far pensare al timore di rompere con una antichissima tradizione, rinvia ad "una costante per tutte le civiltà dotate di scrittura, e cioè la forte interdipendenza fra scrittura, immaginario e forme della vita materiale".
L'invenzione dell'alfabeto, in questa lettura, non risulta più una conseguenza scontata a partire dalle premesse logografiche e sillabiche, ma un'"emergenza, imprevedibile e feconda", non a caso portata avanti da due popoli, Fenici e Greci, concentrati sul protagonismo commerciale, sulla non territorialità, sul "ruolo di interfaccia fra l'Oriente asiatico e l'Occidente mediterraneo".

### Primati
Come accennato, la ricostruzione tradizionale dell'origine della scrittura individuava la Mesopotamia come fulcro iniziale: l'invenzione della scrittura in quei luoghi, a partire dai sistemi di identificazione (prima il sigillo "come strumento di convalida e garanzia", poi la cretula, un blocco di argilla la cui rottura evidenziava l'effrazione della serratura di un magazzino o l'apertura di un vaso) avrebbe poi sollecitato un simile sviluppo nell'antico Egitto e, 1500 anni dopo, in modi meno definiti, in Cina, dove la scrittura era utilizzata come strumento divinatorio. Tale impianto interpretativo, maggioritario negli anni sessanta e di cui è responsabile soprattutto Ignace Jay Gelb (che non considerava i geroglifici maya come una scrittura vera e propria), è stato per lo più abbandonato:
- i geroglifici maya sono ormai unanimemente considerati una scrittura a tutti gli effetti
- conoscendo via via meglio la preistoria cinese si tende ad escludere un collegamento con il Vicino Oriente
- in Egitto certi esempi di scrittura sembrano precedere quella mesopotamica[8]

È insomma possibile che "le scritture sumerica, egizia, cinese e maya siano state tutte create in risposta a esigenze locali e senza che ci sia stata un'influenza da parte di sistemi di scrittura stranieri".

## Sociologia della scrittura
(Walter J. Ong)
L'avvento della scrittura, secondo Jack Goody, ha permesso un "addomesticamento del pensiero" tale da consentire processi quali l'astrazione, la formalizzazione, la logica, l'analisi, la classificazione, la sintesi e l'ipotesi (e quindi la formazione di nuove teorie).
Rispetto a culture in cui l'oralità è più diffusa, in quelle che sviluppano la scrittura si registra, a livello sociologico, una maggiore propensione all'innovazione, all'oggettività ed al distacco avalutativo.
La scrittura, secondo il pensiero antropologico, ha portato anche a una perdita dell'importanza della memoria: lo dimostrerebbe, ad esempio, il fatto che per i cittadini dei Paesi Occidentali è assai difficile ricordare i nomi degli avi, mentre nelle società a oralità diffusa questa è una forte necessità per dimostrare il possesso di una proprietà.
La lettura, rispetto alla trasmissione orale, è un processo soggettivo che prevede una metabolizzazione privata, riflessiva e libera delle conoscenze (libro come mediatore della conoscenza). Secondo Franco Ferrarotti, infatti, «la logica della scrittura è una logica cartesiana, ha bisogno di silenzio e solitudine, esalta e premia il raziocinio, l’individuo nel suo foro interno, secondo
l’ammonimento agostiniano «in te ipsum redi», ricordando Persio con la sua regola: Tecum habita. È una
logica analitica, fondata sulla memoria del precedente,
che comprende ciò che legge sulla base dell’antefatto». Quindi la scrittura può permettere di legare il pensiero concreto (legato all'esperienza) al pensiero astratto.

## Sistemi di scrittura
La scrittura avviene tramite l'uso di un codice, un sistema di scrittura, che consiste di grafemi (segni grafici che rappresentano delle unità linguistiche) e regole per combinarli. Tra le classificazioni dei sistemi di scrittura più largamente condivise c'è quella basata sull'unità linguistica che viene rappresentata dai grafemi del sistema; si possono quindi individuare in linea di massima cinque tipi di sistema:
- sistemi logografici: dove sono rappresentati morfemi e parole
- sistemi sillabici e abugida: in cui sono rappresentate le sillabe
- abjad e alfabeti: nei quali i grafemi rappresentano singoli foni o fonemi.

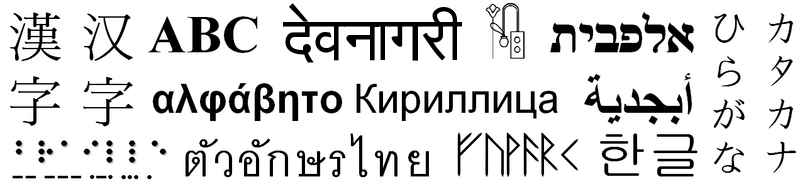
Alcuni sistemi di scrittura
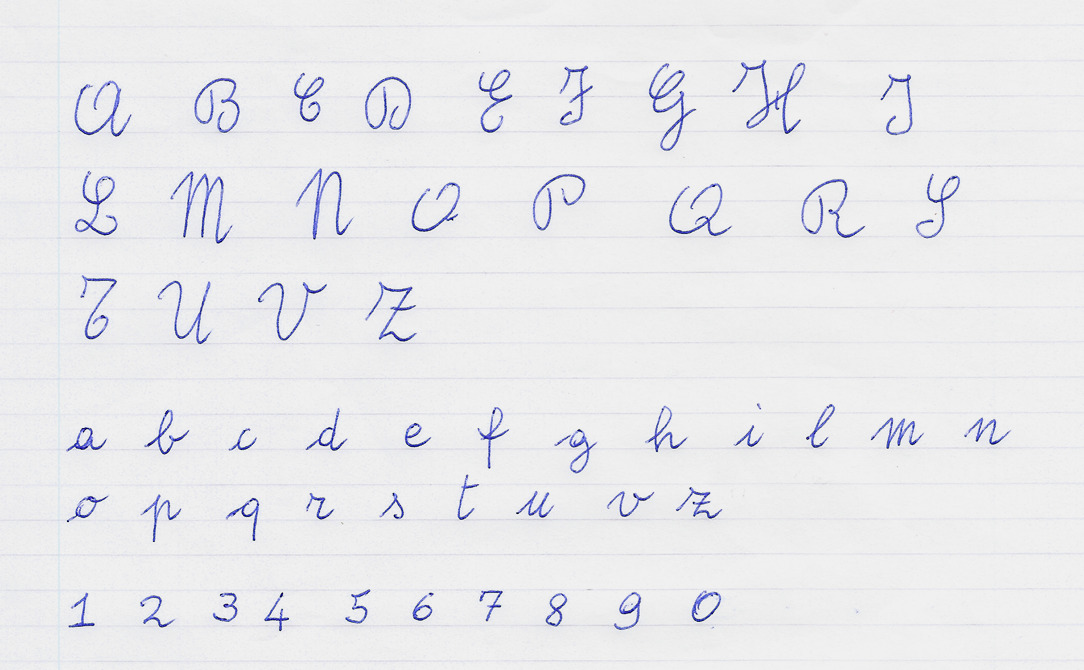
Grafema Corsivo in Italia del XX-XXI secolo, con esempi di legatura
- Alfabetiere Corsivo in Italia del XX-XXI secolo
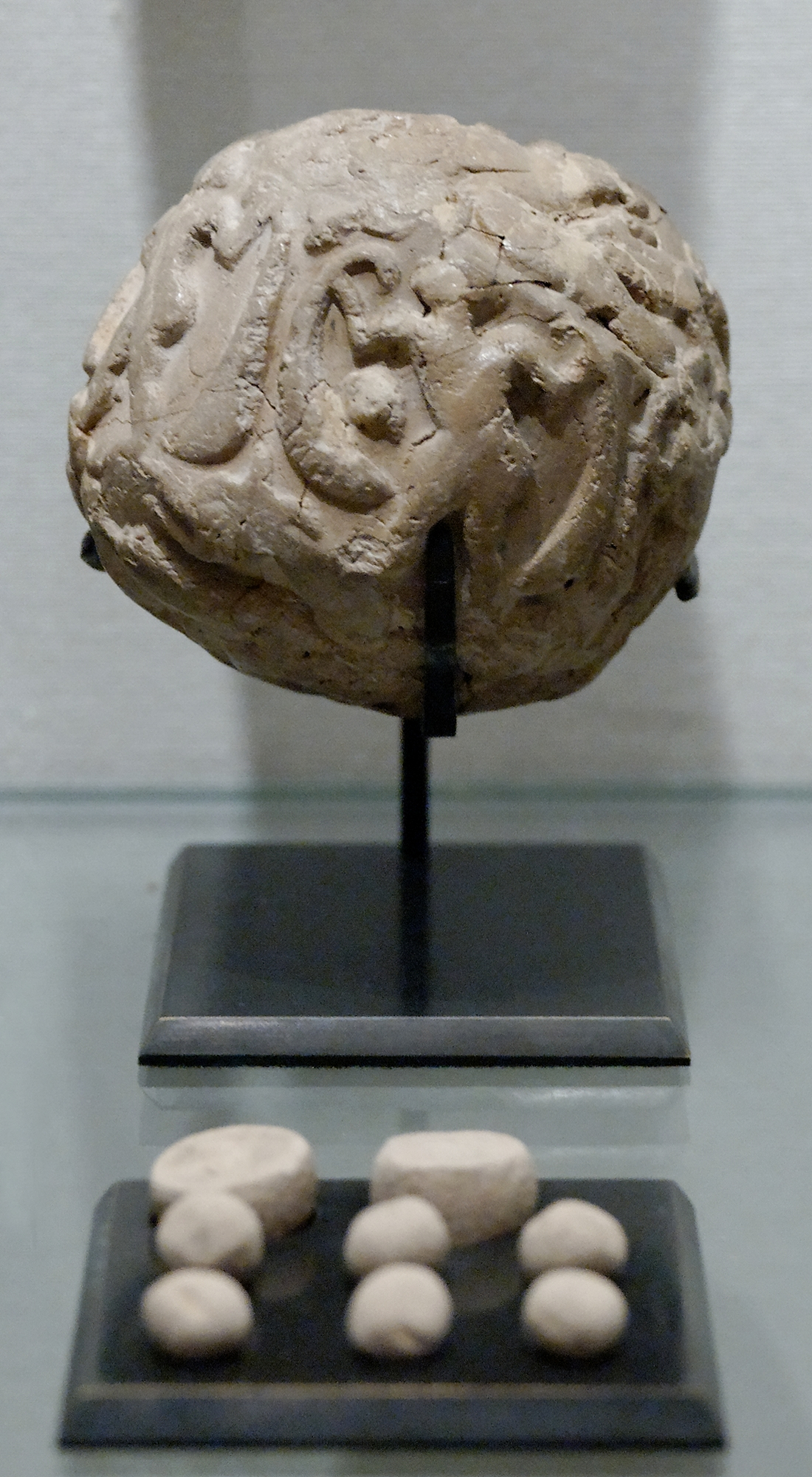
Periodo di Uruk: bulla con gruppo di gettoni di contabilità (calculi), da Susa. Museo del Louvre.

## Scritture non lineari
Per definizione, sono non lineari le scritture per la cui annotazione non vengono usate delle linee scritte, ma oggi si tende a contestare questo concetto. Sono infatti inclusi in questo gruppo anche vari codici e crittografie, dove solitamente i segni sono comunque normali lettere o numeri, ma con senso alterato.
Anche la scrittura Braille per non vedenti potrebbe venir inclusa tra i normali alfabeti, in quanto a ogni suono corrisponde un apposito segno. Viene invece inclusa nelle scritture non lineari solo in quanto il sostrato (la carta) non viene “scritto” ma “perforato”, per cui delle “linee” non sono possibili.
Analogamente nella scrittura Morse che pure potrebbe rientrare nelle scritture alfabetiche, manca l'azione dello “scrivere” in quanto i segni vengono originati da una “pressione” sul tasto apposito.
Rientra nella categoria anche la comunicazione a mezzo di bandiere usata perlopiù in marina, la più moderna tra le scritture ideografiche. Ma anche in questo caso viene a mancare l'accezione di “scrivere”.
Quella che più si avvicina alla definizione è la scrittura della musica. I segni delle note non si possono definire un alfabeto o dei logografi, ma costituiscono un validissimo mezzo di scrittura. Solo che sono usabili unicamente in musica, non servono cioè per annotare delle parole (sistema scrittorio parziale come la matematica).
In tutti questi casi si tratta dunque solo di supporti per l'annotazione di certe informazioni, e non di espressioni grafiche del linguaggio. Nell'accezione di scrittura quale mezzo di registrazione storica, cioè per la conservazione di dati, questi sistemi non sono neanche accettabili tra le “scritture".

## Tecniche moderne di annotazione
Come detto sopra, l'uso della scrittura fu il primo modo di comunicazione e, più tardi, il mezzo principale per la registrazione e la conservazione di dati. Oggi sono a disposizione altre possibilità sia di comunicazione sia di testimonianza storica: stenografia, dattilografia, registrazione su nastro magnetico o su supporto digitale certamente non costituiscono una vera e propria scrittura, ma la sostituiscono egregiamente.
Sebbene probabilmente anche i libri verranno sostituiti da archivi elettronici, presumibilmente conterranno delle parti di testo. La notazione elettronica del testo si basa su una codifica di caratteri, dove ogni carattere o segno di interpunzione viene rappresentato da un codice numerico univoco.
Le codifiche storicamente più usate sono ASCII e EBCDIC, che sono però limitate nel numero dei caratteri rappresentabili. Per questo motivo è stata sviluppata la codifica Unicode, oggi usata dalla maggior parte dei sistemi informativi, in grado di rappresentare decine di migliaia di caratteri differenti, potenzialmente tutti quelli esistenti in tutti gli alfabeti vivi o morti che siano.
| PRO | CONTRO |
| --- | --- |
| È possibile creare cartelle e file illimitati quasi istantaneamente, quindi l'ordinamento è molto semplice. Ogni file ha un nome, quindi è chiaro quale sia quel file che si sta cercando; e quei nomi possono sempre essere cambiati. I file possono essere facilmente spostati in diverse aree del computer. Poiché i file sono digitali, non c'è ingombro fisico a differenza dei taccuini, dei fogli e dei quaderni. | Sebbene a volte le caselle di testo siano un'opzione, non forniscono la stessa personalizzazione quanto la scrittura a mano. Un foglio di carta può essere scritto da qualsiasi parte, si possono aggiungere disegni e abbozzi dovunque e con il proprio stile senza alcun limite.         |
| Le persone possono collaborare allo stesso documento come accade in Google Docs, oppure i file possono essere inviati via email e/o SMS rapidamente. | Può essere costoso. I computer e i tablet possono variare da centinaia di dollari o euro a migliaia. |
| La digitazione è più veloce. La scrittura a mano può richiedere molto tempo. | Poiché è un metodo più veloce e gli studenti tendono ad ascoltare passivamente le lezioni e digitare tutto ciò che sentono, non devono passare attraverso il processo di selezione del contenuto importante per la trascrizione come farebbero con la scrittura a mano poiché è più lento. |
| Possibilità di backup e copie di riserva infinite di ciò che si scrive. La scrittura a mano prevede solo fotocopie di ciò che si scrive come "backup". | Scrittura limitata alla durata della batteria del dispositivo. |
| Possibilità di smarrimento di ciò che si scrive molto rara. Perdere un file è molto più difficile che smarrire un foglio di carta o un quaderno o un blocco. | Secondo alcuni studi impugnare una penna stimola la creatività e rafforza la memoria molto più della scrittura digitale. |
| Si può sempre stampare ciò che si è scritto e renderlo cartaceo. Mentre al contrario digitalizzare la scrittura a mano prevede la riscrittura del testo da zero su un dispositivo digitale. | Secondo alcuni studi è più importante per i bambini e gli adolescenti utilizzare le penne per iniziare a scrivere rispetto al digitale. |
| Interpretare la scrittura a mano di altre persone può essere difficile e impegnativo. La scrittura digitale non lascia spazio a dubbi su ciò che viene scritto. | Secondo Benedetto Vertecchi, professore emerito di pedagogia sperimentale all'Università di Roma Tre, la scrittura a mano aumenterebbe la capacità di linguaggio nei bambini, permettendo loro di esprimere pensieri più riflessivi e ragionati.                                           |
| Correzione automatica degli errori e completamento automatico delle parole. | Possibili distrazioni date dal dispositivo durante la scrittura (SMS e mail ricevuti, notifiche, avvisi, eccetera) |
| Ciò che si è scritto, una volta finito il testo, si può formattare in molti modi diversi (cambiare dimensione, colorare, sottolineare, creare link, aggiungere immagini e tabelle eccetera). | Se il dispositivo per qualsiasi motivo si danneggia durante la scrittura o l'utente si dimentica il salvataggio del file, tutto ciò che viene scritto andrà perso. |

## Filografia
La filografia (termine composto da philos e graphia: Propr. "amore per la scrittura") è lo studio e collezionismo di tutte le tracce relative alla scrittura, dai caratteri sumeri alle lettere inviate nello spazio, dalle pergamene medievali alla dematerializzazione della parola scritta nei messaggi di posta elettronica e nel linguaggio degli SMS.